# 吳鎡
吳鎡（1429年—1488年），字時可，四川成都府資縣人，軍籍，治《書經》，年二十三歲中式景泰二年辛未科第二甲第八名進士。六月二十八日生，行二，曾祖吳友富；祖吳璘；父吳志源；母彭氏。嚴侍下，妻竇氏（聘），兄鉦，弟鏡；鏞；銓。由府學增廣生中式四川鄉試第十六名舉人，會試中式第九十五名。